# AMD 690 칩셋 시리즈
AMD 690 칩셋 시리즈(AMD 690 chipset series)는 AMD 자회사 ATI가 데스크톱 및 모바일 컴퓨팅 시장에 초점을 맞춘 AMD 및 인텔 플랫폼용으로 개발 및 제조한 통합 그래픽 칩셋 제품군이다. 인텔 플랫폼에 해당하는 칩셋의 마케팅 이름은 Radeon Xpress 1200 시리즈이다.
칩셋 생산은 2006년 후반에 코드명 RS690과 RS600으로 시작되었다. 둘 다 데스크탑 시장을 목표로 유사한 내부 칩 디자인을 공유한다. 두 칩셋의 모바일 버전에는 RS690M 및 RS600M이라는 코드명이 있다. 인텔 플랫폼에서 이 칩셋의 마케팅 이름은 Radeon Xpress 1200 시리즈(Radeon Xpress 1200 ~ Radeon Xpress 1270)이고 AMD 플랫폼에서 칩셋의 이름은 690G이다.
690G 및 Radeon Xpress 1200 칩셋에는 모두 하드웨어 비디오 가속을 위해 ATI Avivo 기술이 포함된 ATI Radeon X700 시리즈 GPU 기반의 통합 그래픽 처리 장치(IGP)가 포함되어 있다. 모바일 버전은 적응형 전원 관리 기능(PowerPlay)을 통해 전력 소비를 줄였다. 690G 및 Radeon Xpress 1250 칩셋은 Xpress 1600 통합 그래픽 칩셋(코드명 RS480 및 RS400)의 직접적인 후속 제품이다.
2006년 말부터 HP, Asus, Dell, Toshiba, Acer 등을 포함한 주요 노트북 컴퓨터 제조업체에서 690 칩셋(RS690M)의 모바일 버전을 대량으로 출시했다. 일부 OEM(델 및 에이서 포함)의 경우 M690 시리즈 칩셋이 모바일 플랫폼에서 Radeon Xpress 1150(코드명 RS485M)을 대체할 예정이었고 690 칩셋의 데스크톱 변형이 2007년 2월에 발표되었다.
690 칩셋 시리즈는 690G, 690V 및 M690T의 세 가지 구성원으로 구성된다. 계획된 "RD690" 매니아 칩셋은 설명 없이 공식 로드맵에서 취소되었으며 IGP가 없고 PCI-E x16 슬롯이 하나만 있는 "RX690" 칩셋에 대한 출시 날짜는 제공되지 않았다.
2006년 7월 AMD가 ATI를 인수한 후 인텔 플랫폼용 Radeon Xpress 1250 칩셋에 대한 계획은 취소되었고 AMD 플랫폼용 690G/M690 칩셋이 주요 생산 목표가 되었다. AMD는 Abit와 ASRock 두 공급업체에만 칩셋을 출시했다. Abit는 AMD 인수 이전에 서명했고 애즈락은 중국 시장을 위한 RS600 칩의 남은 재고를 받았다.
2007년 AMD 기술 분석가의 날에 AMD는 690개의 칩셋 400만 개가 고객에게 배송되어 상업적 성공을 거뒀다고 발표했다. 이를 염두에 두고 AMD는 2008년 1월 21일에 마지막 구성원인 AMD M690E 칩셋을 사용하여 시리즈가 임베디드 시스템으로 더욱 확장될 것이라고 발표했다.

## 같이 보기
- AMD 칩셋 목록